# Салсомађоре Терме
Салсомађоре Терме је насеље у Италији у округу Парма, региону Емилија-Ромања.
Према процени из 2011. у насељу је живело 15754 становника. Насеље се налази на надморској висини од 152 м. Делфа Иванић се ту са мужем опорављала од албанске голготе.

## Становништво
Према резултатима пописа становништва 2011. у општини је живело 19.505 становника.
| 1951.  | 1961.  | 1971.  | 1981.  | 1991.  | 2001.  | 2011.  |
| ------ | ------ | ------ | ------ | ------ | ------ | ------ |
| 16.904 | 17.244 | 17.525 | 18.028 | 17.406 | 17.906 | 19.505 |

## Партнерски градови
- Luxeuil-les-Bains, Hammam-Lif, Јалта, Екс ле Бен, Cutro